# شیمی گزینی
اگر برای نتیجهٔ یک واکنش شیمیایی چندین گزینه وجود داشته باشد، آنچه که ترجیح دارد را شیمی گزینی می‌نامیم. به عبارت دیگر، شیمی گزینی مربوط است به واکنش گزینشی که یک گروه عاملی در حضور دیگران از خود نشان می‌دهد.
پیشبینی دربارهٔ شدت پیوندها معمولاً ممکن است اما آنچه در عمل خروجی می‌دهد کاملاً به چیزهایی وابسته است که در عمل پیشبینی آنها با دقت خوب، غیرممکن است (اوربیتال اتمی، حلال و …) پیشبینی گزینش شیمیایی معمولاً دشوار است اما از روی مشاهدهٔ خروجی‌های مختلف واکنش‌ها می‌توان حدس زد.
کاهش سدیم تترا هیدروبورات در مقابل کاهش لیتیم آلومینیوم هیدرید از جملهٔ این موارد است. نمونه ای دیگر مانند: ترکیب ۴-متوکسی-استوفنون که توسط آب ژاول در گروه کتونی با pH بالا اکسید می‌شود و کربوکسیلیک اسید را تشکیل می‌دهد و توسط جانشینی الکترون‌دوستی آروماتیکی به آریل هالید در pH پایین اکسید می‌شود.